# Comércio eletrônico na pandemia de COVID-19
O comércio eletrônico na pandemia de COVID-19 é o processo de compra e venda de produtos e serviços pela internet. Ele pode se da por canais como de lojas virtuais, marketplaces ou redes sociais que foi mais utilizado neste período pandêmico diante do avanço do novo Coronavírus no Brasil, alguns estados e municípios utilizaram as regras de distanciamento social e se tornou inviabilizado para a maioria a compra ou venda com contato físico. O desenvolvimento do comércio ao longo dos séculos, conforme estudado, foi de fundamental importância para o desenvolvimento do Direito Empresarial. Atualmente, no entanto, surgiu uma nova forma de comerciar à distância - por meio eletrônico. Sabe-se que o comércio eletrônico encontra-se em franca expansão. A Internet World Status que aponta o número de usuários da internet por país coloca o Brasil na 4ª Posição do mundo.
Atualmente a internet possui cerca de 4 bilhões de usuários em todo o mundo, cada um deles um potencial comprador. No Brasil, conforme apontado pelo The World Factbook, o Brasil conta com 122 milhões de usuários da internet, fato este que merece, sem dúvida, a atenção do legislador, do doutrinador e do julgador.
É fato que atualmente vivenciamos um momento revolucionário. A evolução trazida pela internet24 adentrando a vida do Homem comum equipara-se, sem dúvida alguma, a uma revolução, ainda que cultural. Por esse motivo é comum referir-se ao atual momento histórico como a era da Revolução Informática. Essa Revolução Informática acabou por alterar o conceito do comércio, conceito esse que está sempre se adaptando às evoluções da Humanidade. Porém, a utilização cada vez maior da internet deu origem a uma nova forma de comércio, que é conhecida como Comércio Eletrônico.
Dessa forma, parece-nos evidente que o legislador não pode ficar indiferente a um universo tão vasto, uma vez que as situações de conflito devem aumentar cada vez mais com o desenvolvimento e socialização da internet.
Ocorre, no entanto, que a internet e o Comércio Eletrônico ainda não apresentam regulação satisfatória, de forma que não se tem certeza da forma de solução de conflitos, caso estes se apresentem.
Para dificultar ainda mais a situação, temos o posicionamento do Direito em matéria de Comércio Eletrônico atinge níveis de complexidade impensados, uma vez que o Comércio Eletrônico torna as fronteiras fluidas e aproxima as pessoas de uma forma totalmente nova26, criando, inclusive, novas formas de praticar delitos. Assim sendo, estamos diante de uma criação tecnológica que permite o desenvolvimento de sistemas ainda mais sofisticados, havendo a necessidade imediata de os juristas, juízes e legisladores orientarem-se pelos pareceres e laudos de especialistas em informática, quando da elaboração de leis ou do julgamento de lides.
No Direito Brasileiro, bem como em quase todos os países de tradição civilista, temos que as leis encontram-se calcadas na territorialidade, o que se contrapõe diretamente ao caráter transnacional da internet. Por isso é que o comércio eletrônico possui grande aproximação com o Comércio Internacional, sendo certo que o principal problema enfrentado pelo Comércio Internacional diz respeito à lei que dirimirá os conflitos havidos entre os comerciantes, já que é normal que cada um se encontre em jurisdições diferentes.
Para se bem regulamentar o Comércio Eletrônico, são necessárias negociações entre as nações, nos moldes de padrões interculturais adequados ao jus-racionalismo - o que é extremamente demorado - ou que entidades paraestatais se empenhem em traçar diretivas que devem ser observadas pelas nações. Na verdade, esta última parece-nos ser a tendência no que pertine ao Comércio Eletrônico. Afinal, comércio eletrônico não é um assunto de âmbito meramente local, mas, sim, global29 em face da diluição de fronteiras ocasionada pela internet.

## Mudanças de hábitos
As pessoas, normalmente, mudam seus comportamentos quando afetadas por novos acontecimentos, e esse é um aspecto essencial do fenômeno da pandemia. Encontraram evidências na Alemanha que mudanças na vida dos consumidores provocaram um aumento em sua busca por marcas e produtos novos. Durante períodos de risco de saúde, como em epidemias e pandemias, essa tendência se agrava. Os indivíduos tendem a evitar os contatos com possíveis infectados e esses também evitam a exposição pública Na pandemia de COVID-19, o fato novo é o isolamento social e, em alguns casos, o lockdown (paralisação mais rígida com controle dos fluxos de deslocamentos). Assim, tem-se uma alteração nos comportamentos de compra que afeta diferentes categorias de negócios.  O vírus da COVID-19 gerou uma pandemia que exigiu diversas medidas profiláticas orientadas pela World Health Organization (WHO) para todo o mundo. Dentre essas, o isolamento social que, apesar de necessário, vem provocando graves impactos sociais e econômicos em escala global. As economias encolhem em diversos países, incluindo o Brasil, prevendo-se lenta recuperação. Assim, o impacto nos hábitos de compra se apresenta, incluindo quebras de cadeias logísticas, falências de empresas e desemprego.
Existem diversos tipos de comércio eletrônicos. O comércio eletrônico é baseado em Business-to-business e Business-to-consumer em sua tradução e definição significa; Business-to-Business Que são as empresas que vendem produtos ou prestam serviços para outras empresas, pessoas jurídicas. São operações que demandam maior tempo, são criteriosas. Frequentemente são comercializados grandes volumes de cada vez, mas existe uma maior preocupação com qualidade, prazo de entrega e garantias. Os clientes costumam ser fiéis e fazer pedidos periódicos.
Business-to-Consumer corresponde ao tipo de transação estabelecida entre uma organização/empresa e o consumidor final . Este tipo de relação pode ser frequente e dinâmico ou esporádico e pontual, dependendo do tipo de CRM que a entidade prestadora do bem/serviço praticar.
Este tipo de comércio tem-se desenvolvido bastante devido ao advento da web, existindo já várias lojas virtuais e centros comerciais na Internet que comercializam todo o tipo de bens de consumo, tais como computadores, software, roupas, livros, CDs, DVDs, automóveis, produtos alimentares, produtos financeiros, publicações digitais, etc.
Quando comparado com uma situação de compra a retalho no comércio tradicional, o consumidor tem mais informação ao seu alcance e passa por uma experiência de compra potencialmente muito mais agradável e confortável, sem prejuízo de obter, muitas vezes, um atendimento igualmente personalizado e de assegurar a rapidez na concretização do seu pedido.
Existem duas principais características nesse tipo de e-commerce. A primeira diz respeito ao marketing que precisa chamar a atenção do cliente e facilitar a sua tomada de decisão. A característica esta relacionada com a escala de compras e ao mesmo tempo sua personalização, Ou seja, a empresa se relaciona com um grande universo de clientes com diferentes necessidades e precisa disponibilizar uma grande variedade de produtos.
A estratégia mais utilizada para o B2C é a utilização de redes sociais para divulgação de produtos e relacionamento com o consumidor. As empresas vem investindo cada vez mais em marketing virtual criando sites e fan-pages nas redes sociais para criar um atendimento mais confortável e personalizado ao consumidor e assim fideliza-lo de forma q ele sempre retorne para procurar por mais produtos.
O setor varejista brasileiro, marcado pela atuação de empresas como Lojas Americanas e Magazine Luiza, passou por um rápido crescimento no último ano. Segundo matéria do jornal Valor Econômico, em 2020, o setor foi responsável por realizar 16 ofertas públicas iniciais de ações1 (IPO, na sigla em inglês), o que movimentou cerca de R$27,3 bilhões. Em apenas 5 meses, a abertura de capital dessas empresas na bolsa de valores do País foi responsável por uma movimentação financeira superior ao que se esperava para o setor para uma década (Mattos, 2020). Para além dos novos IPOs, o varejo brasileiro sofreu uma rápida valorização a partir de abril de 2020 (Boas e Lima, 2020). A título de exemplo, na avaliação de investidores, a Via Varejo, empresa responsável pelas redes Casas Bahia e Pontofrio e administradora do e-commerce Extra, e a Magazine Luiza destacaram-se como as ações favoritas dos investidores no ano de 2020, superando, inclusive, grandes empresas como a Vale, Itaú Unibanco e Bradesco.

## Serviços freelancer
Após o início da pandemia o mercado de trabalho ficou muito conturbado, o Brasil que já obtinha 14,4 milhões de pessoas em busca de emprego no período dezembro 2020, teve um aumento de mais 2 milhões de desempregados em um ano. Com isso os brasileiros que cada vez mais se viam em uma situação financeira ruim, começaram a alavancar o método de trabalho freelancer q obteve um crescimento de 32% após o início da pandemia, segundo uma pesquisa realizada pela plataforma Workana com 2810 profissionais freelancers,  20,4% dos profissionais afirmaram que estão trabalhando neste modelo por falta de emprego. Do total de entrevistados, cerca de 40% se descrevem como profissionais freelancers, 22,7% afirmam estar desempregados, 19,7% são funcionários de uma empresa e buscam outros projetos fora, e o restante é empreendedor ou dono de uma PME.
Serviços autônomos e freelancers com maior demanda
Com o aumento proporcional de pessoas buscando trabalhos freelancers e as empresas se adaptando a esse novo modulo, a visão que as pessoas tinha dessa forma de trabalho como uma ajuda, foi ficando de lado e se tornando a fonte de renda primária de muitas pessoas. Com a globalização os serviços requisitados também vão se aprimorando e se renovando, e o mercado de trabalho foi acompanhando essas atualizações, uma pesquisa desenvolvida pela plataforma Workana registrou 293 mil novos freelancers brasileiros desde o início da pandemia. No total, são 1,6 milhões de profissionais cadastrados. Em setembro de 2020 uma pesquisa feita pela mesma, e as categorias mais contratadas em setembro de 2020 foram: 
1. Design & Multimídia: 34,52%
2. TI & Programação: 25,87%
3. Tradução & Conteúdos: 22,73%
4. Marketing & Vendas: 12,14%
5. Engenharia e Manufatura: 1,4%
6. Suporte Administrativo: 1,19%
7. Finanças & Administração: 1,15%
8. Legal: 1%    
Embora os serviços que mais tiveram procura de funcionários tenham sido da área da computação, pela sua escassez de pessoas com tal conhecimento os serviços mais requisitados durante a pandemia foram:
  1. Pedreiro
  2. Mudanças e Carretos
  3. Técnico de Celular
  4. Técnico de Televisão
  5. Montador de Móveis
  6. Eletricista
  7. Diarista
  8. Técnico de Geladeira e Freezer
  9. Advogado
  10. Encanador
  11. Marceneiro
  12. Psicólogo
  13. Técnica de Notebooks
  14. Marido de Aluguel
  15. Técnico de Lava roupa

## Dificuldades iniciais
Diversos setores tiveram imprevistos devido ao aumento espontâneo da demanda, tais como: delivery e varejo. A alta demanda causou um aumento no fluxo de entregas e as empresas estavam apresentando dificuldades em sua logística para administrar a entrega dos produtos, um exemplo é Cacau Show que apresentou um aumento considerável de reclamações no período de Março de 2020, isso se justifica visto que as vendas aumentaram 4000% em relação ao mesmo período no ano de 2019, além da Cacau Show outras empresas como Magazine Luiza, Netshoes , KaBuM! e Mercado livre também tiveram problemas de logística que se justificaram com aumento simultâneo das vendas e de reclamações sobre entrega de produtos. Em relação ao delivery, a mudança de hábitos alimentares devido ao isolamento ocasionou o aumento gradual do delivery de alimentos, de acordo com o Reclame Aqui, em 2020 houve um aumento de 124% na reclamações de pedidos no Brasil, a principal reclamação foi sobre os alimentos terem sidos feitos de mal forma, com 40% das reclamações serem sobre hambúrguer, seguido da pizza em volta de 15%.
O resultado desses empecilhos inicias foi um forte investimento em ciências de dados pelas empresas, o comércio digital que por muitas era apenas uma forma secundária de arrecadar fundos se tornou uma das principais formas de venda. Segundo a State of Data Science 2021 cerca de 50% das empresas que participaram da análise mantiveram ou aumentaram os investimentos em ciência de dados. De acordo com um relatório feito pela International Data Corporation (IDC), os investimentos em Big Data e Análise de dados cresceu em 10,1% quando comparado com 2020.     

## Supermercado online
Um supermercado online é um supermercado tradicional que permite pedidos online para delivery ou retirada, ou um serviço de comércio eletrônico que inclui itens de supermercado. Os pedidos online são feitos através de websites ou aplicativos móveis. 
A pandemia da COVID-19 acelerou rapidamente a mudança de hábitos do consumidor brasileiro para as compras online, sendo a compra de supermercado uma das modalidades que teve maior aumento, saindo dos 9,2% para 30,3%, em comparação com dados do ano de 2019.
Esse aumento resultou em um investimento estimado de R$ 17 bilhões por parte de varejistas em tecnologia, sendo a maioria em soluções de e-commerce e inteligência de dados, além de Cyber Security, IA e meios de pagamento.